# Fabrice Fiorèse
Fabrice Fiorèse (Chambéry, 26 luglio 1975) è un ex calciatore francese, di ruolo attaccante.

## Caratteristiche tecniche
Principalmente impiegato come ala destra, poteva essere schierato anche come punta centrale o seconda punta.

## Carriera
Cresciuto nell'Olympique Lione, ha debuttato in prima squadra nel 1995. Nel 1997 si è trasferito al Guingamp. Dopo un quinquennio nel club rossonero, il 25 gennaio 2002 si è trasferito al Paris Saint-Germain. Dopo 81 presenze e 13 reti in campionato con il club parigino, il 1º settembre si è trasferito ai rivali dell'Olympique Marsiglia. Tale trasferimento ha scatenato, a causa delle modalità di realizzazione e delle dichiarazioni di Fiorèse precedenti e successive al trasferimento, diverse polemiche. Dopo una stagione al Marsiglia, il 30 luglio 2005 si è trasferito in prestito in Qatar, all'Al-Rayyan. Rientrato al Marsiglia al termine della stagione, il 27 luglio 2006 si è trasferito, nuovamente con la formula del prestito, al Lorient. Rientrato al Marsiglia nell'estate 2007, ha militato nelle file dell'OM per la prima parte della stagione 2007-2008, senza disputare alcun incontro. Dopo aver rescisso il proprio contratto con il Marsiglia, il 2 gennaio 2008 è stato ingaggiato dall'Amiens. Nel giugno 2008 è stato ufficializzato il suo trasferimento al Troyes. Il 10 agosto 2009 ha annunciato il proprio ritiro.

## Palmarès

### Club

#### Competizioni nazionali
- Coppa di Francia: 1

Paris Saint-Germain: 2003-2004

## Statistiche

### Presenze e reti nei club
| Stagione                   | Squadra                    | Campionato                 | Campionato | Campionato | Coppe nazionali | Coppe nazionali | Coppe nazionali | Coppe continentali | Coppe continentali | Coppe continentali | Altre coppe | Altre coppe | Altre coppe | Totale | Totale | Totale |
| Stagione                   | Squadra                    | Comp                       | Pres       | Reti       | Comp            | Pres            | Reti            | Comp               | Pres               | Reti               | Comp        | Pres        | Reti        | Pres   | Reti   |        |
| -------------------------- | -------------------------- | -------------------------- | ---------- | ---------- | --------------- | --------------- | --------------- | ------------------ | ------------------ | ------------------ | ----------- | ----------- | ----------- | ------ | ------ | ------ |
| 1996-1997                  | Olympique Lione            | D1                         | 2          | 0          | CF+CDLL         | 0+0             | 0+0             | -                  | -                  | -                  | -           | -           | -           | 2      | 0      |        |
| 1997-1998                  | Guingamp                   | D1                         | 6          | 0          | CF+CDLL         | 3+0             | 1+0             | -                  | -                  | -                  | -           | -           | -           | 9      | 1      |        |
| 1998-1999                  | Guingamp                   | D2                         | 26         | 10         | CF+CDLL         | 3+2             | 3+2             | -                  | -                  | -                  | -           | -           | -           | 31     | 15     |        |
| 1999-2000                  | Guingamp                   | D2                         | 31         | 12         | CF+CDLL         | 1+0             | 0+0             | -                  | -                  | -                  | -           | -           | -           | 31     | 15     |        |
| 2000-2001                  | Guingamp                   | D1                         | 32         | 10         | CF+CDLL         | 1+1             | 0+0             | -                  | -                  | -                  | -           | -           | -           | 34     | 10     |        |
| 2001-gen. 2002             | Guingamp                   | D1                         | 16         | 5          | CF+CDLL         | 1+1             | 0+0             | -                  | -                  | -                  | -           | -           | -           | 18     | 5      |        |
| Totale Guingamp            | Totale Guingamp            | Totale Guingamp            | 111        | 37         |                 | 13              | 6               |                    | -                  | -                  |             | -           | -           | 124    | 43     |        |
| gen.-giu. 2002             | Paris Saint-Germain        | D1                         | 12         | 3          | CF+CDLL         | 2+1             | 0+0             | -                  | -                  | -                  | -           | -           | -           | 15     | 3      |        |
| 2002-2003                  | Paris Saint-Germain        | L1                         | 32         | 4          | CF+CDLL         | 6+1             | 2+0             | UEFA               | 3                  | 1                  | -           | -           | -           | 42     | 7      |        |
| 2003-2004                  | Paris Saint-Germain        | L1                         | 34         | 6          | CF+CDLL         | 6+1             | 2+0             | -                  | -                  | -                  | -           | -           | -           | 41     | 8      |        |
| giu.-ago. 2004             | Paris Saint-Germain        | L1                         | 3          | 1          | CF+CDLL         | 0+0             | 0+0             | CL                 | 0                  | 0                  | TDC         | 1           | 1           | 4      | 2      |        |
| Totale Paris Saint-Germain | Totale Paris Saint-Germain | Totale Paris Saint-Germain | 81         | 14         |                 | 17              | 4               |                    | 3                  | 1                  |             | 1           | 1           | 102    | 20     |        |
| set. 2004-2005             | Olympique Marsiglia        | L1                         | 18         | 2          | CF+CDLL         | 0+1             | 0+0             | -                  | -                  | -                  | -           | -           | -           | 19     | 2      |        |
| 2005-2006                  | Al-Rayyan                  | QL                         | ?          | ?          | CEQ+CPCQ+CSJ    | ?               | ?               | -                  | -                  | -                  | -           | -           | -           | ?      | ?      |        |
| 2006-2007                  | Lorient                    | L1                         | 7          | 2          | CF+CDLL         | 1+0             | 0+0             | -                  | -                  | -                  | -           | -           | -           | 8      | 2      |        |
| giu.-dic. 2007             | Olympique Marsiglia        | L1                         | 0          | 0          | CF+CDLL         | 0+0             | 0+0             | CL+UEFA            | 0+0                | 0+0                | -           | -           | -           | 0      | 0      |        |
| gen.-giu. 2008             | Amiens                     | L2                         | 16         | 4          | CF+CDLL         | 5+0             | 1+0             | -                  | -                  | -                  | -           | -           | -           | 21     | 5      |        |
| 2008-2009                  | Troyes                     | L2                         | 24         | 4          | CF+CDLL         | 1+0             | 1+0             | -                  | -                  | -                  | -           | -           | -           | 25     | 5      |        |
| Totale carriera            | Totale carriera            | Totale carriera            | 259+       | 63+        |                 | 38+             | 12+             |                    | 3                  | 1                  |             | 1           | 1           | 301+   | 77+    |        |